# Aeropuerto Gobernador Edgardo Castello
El Aeropuerto Gobernador Edgardo Castello (FAA: VDM - IATA: VDM - OACI: SAVV), es un aeropuerto que se encuentra ubicado a 9 km hacia el sur del centro de la ciudad de Viedma, en la provincia de Río Negro.

## Localización
El aeropuerto se encuentra sobre la Ruta Provincial 51 km 7 (R8500) y sus coordenadas son latitud 40° 51' 47" S y longitud 63° 00' 20" O.

## Infraestructura
El área total del predio es de 287 ha aproximadamente y su categoría OACI es 4C.
- Pistas: 182 700 m²
- Calles de rodaje: 31 562 m²
- Plataformas: 16 500 m²
- Superficie total edificada: 1195 m²
- Terminal de pasajeros: 930 m² (organizado en dos niveles)
- Hangares: 3 hangares (de entre 160 y 620 m²)
- Estacionamiento vehicular: 8400 m² (280 vehículos)

## Aerolíneas y destinos

### Destinos nacionales
| Ciudades     | Aeropuerto               | Aerolíneas            |
| Argentina    | Argentina                | Argentina             |
| ------------ | ------------------------ | --------------------- |
| Buenos Aires |                          |                       |
| Buenos Aires | Aeroparque Jorge Newbery | Aerolíneas Argentinas |

## Estadísticas
| Ranking | Ciudad                               | Pasajeros (2017) | Pasajeros (2018) | Pasajeros (2019) | Variación | Aerolíneas            |
| ------- | ------------------------------------ | ---------------- | ---------------- | ---------------- | --------- | --------------------- |
| 1       | Buenos Aires (Aeroparque), Argentina | 26.168           | 33.264           | 39.226           | +17,92    | Austral Líneas Aéreas |

## Aerolíneas y destinos que cesaron operaciones
- Austral Líneas Aéreas (Buenos Aires-Aeroparque, Bariloche, Santa Rosa)